# Izapa

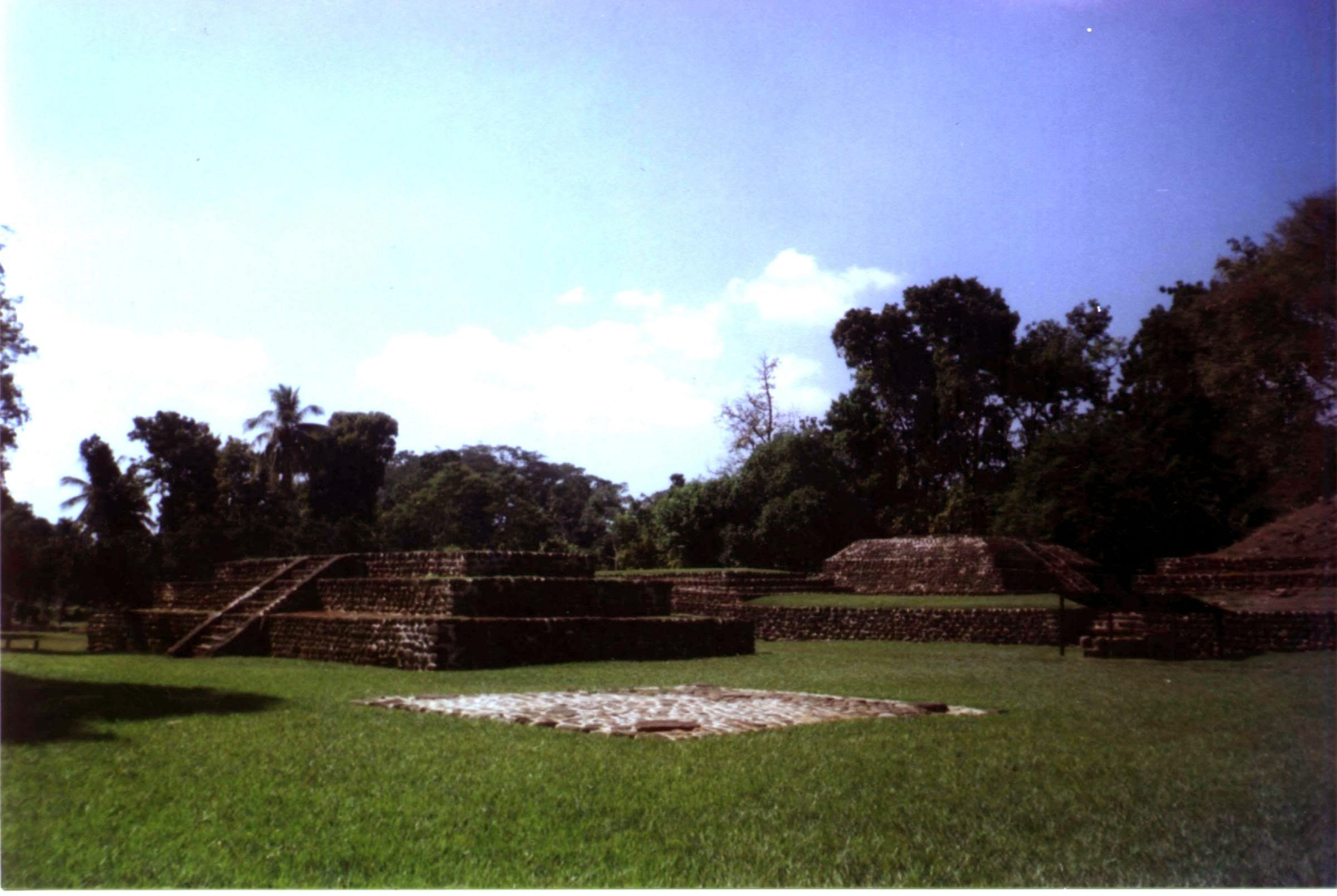
Vue des ruines d’Izapa

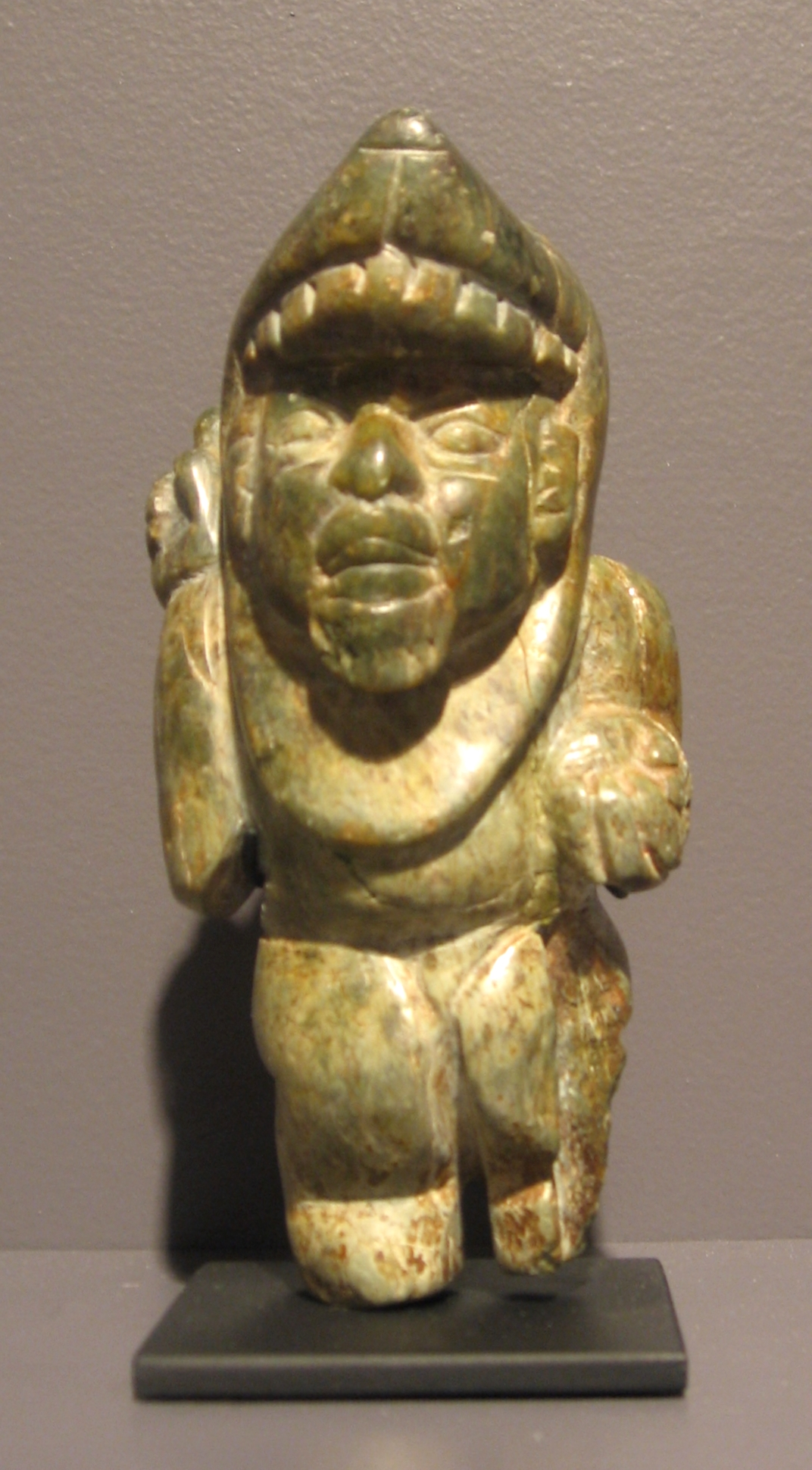
Figurine en pierre verte d’Izapa, 300 - 250 av. J.-C.

Izapa est un très grand site archéologique mésoaméricain situé dans l’État mexicain du Chiapas, il a été occupé au cours du Préclassique récent. Le site est situé sur le Rio Izapa, un affluent du Rio Suchiate qui forme la frontière avec le Guatemala, à 35 km de l'océan Pacifique, près de la base du  volcan Tacaná, la quatrième montagne du Mexique par l’altitude.
L’emprise d’Izapa s’étend sur plus de 4 km2, ce qui en fait le plus grand site de la région côtière du Chiapas au Préclassique. Le site a atteint son apogée entre 600 et 100 av. J.-C. Il a été fouillé par Matthew Stirling en 1941 et par la New World Archeological Foundation dans les années 1960. Plusieurs archéologues ont avancé la théorie selon laquelle la ville d’Izapa pouvait avoir été construite dès 1500 av. J.-C., ce qui la rendrait aussi ancienne que les sites Olmèques de San Lorenzo et La Venta. Izapa était encore occupée pendant la période classique récente. La date de la fondation d’Izapa est encore inconnue en raison du peu de matériel disponible pour la datation au carbone. La question est donc encore largement débattue.
En raison de l'abondance des stèles et des monuments sculptés à Izapa, le terme "style d’Izapa" est utilisé pour décrire des ouvrages similaires réalisés dans les contreforts des collines du Pacifique et des montagnes situées au-delà, y compris celles se trouvant à Takalik Abaj et Kaminaljuyú.
Izapa est située sur des collines de terre volcanique, arrosées et fertiles, favorisant ainsi l’agriculture. Le climat est chaud et très humide. La région d’Izapa, connue sous le nom Soconusco, a été une grande zone de production de fève de cacao, déjà cultivée par les Aztèques.

## Disposition et architecture du site
Izapa est un grand site qui comprend des monuments à l'architecture grandiose. Il est composé de huit groupes de monticules, désignés par les lettres de A à H, ce qui fait au total entre 80 et 130 monticules, dont la moitié seulement ont été restaurés. L’ensemble des monuments d’Izapa représente environ 250 000 m3 de matériaux. Le site inclut des pyramides, des places et des plateformes sculptées en pierre, peut être deux terrains de jeu de balle mésoaméricain. Il existe deux longues aires ouvertes qui ressemblent aux terrains de jeux découverts sur d'autres sites mésoaméricains, mais il n'est pas certain que ces deux surfaces aient été utilisées à cet effet. À Mound 30A une pyramide à degrés a été construite. Cette pyramide avait environ dix mètres de haut et était probablement utilisée à des fins religieuses et rituelles. Les pyramides les plus importantes datent de la Phase Guillen (-300 à  -50). Il s'agit de structures en terre avec un revêtement de galets enduits d'une couche d'adobe.
Comme de nombreux sites mésoaméricains, Izapa est aménagé selon un axe dirigé juste à l'est du nord véritable. Il est aligné avec le volcan Tacaná et semble également être orienté vers l'horizon du solstice d’hiver.

Izapa et d'autres sites de la période formative.

## Izapa et autres civilisations mésoaméricaines
Michael Coe décrit Izapa comme étant un lien entre les Olmèques et les premiers   Mayas. À l’appui de sa thèse il avance la grande quantité de motifs artistiques de style olmèque utilisés dans l’art d’Izapa notamment le Jaguar à bouche humaine, la croix de Saint- André, les sourcils en forme de flamme, le défilement du ciel et des nuages, et les figurines olmèques à face de bébé. Également en faveur de l'hypothèse de Coe, on présente certains éléments de la culture maya comme étant dérivés de la culture d’Izapa et présentant des similitudes avec l'art et le style de l’architecture maya, avec une continuité entre les monuments mayas et ceux d'Izapa, et l’existence de divinités communes.
D'autres archéologues soutiennent qu'il n'existe pas encore assez de connaissances pour soutenir l’hypothèse de Coe et que le terme de "Style d'Izapa" ne doit pas être utilisé pour décrire l'art d’Izapa. Virginia Smith soutient que l'art d'Izapa est trop unique et différent dans son style pour être le résultat de l'influence olmèque ou le précurseur de l'art maya. Smith pense que l'art d'Izapa est très spécifique du site et ne s’est pas propagé au loin. L’art d'Izapa a vraisemblablement eu une influence indirecte sur l'art maya, mais il n'en serait que l'une des nombreuses sources d'inspiration.
Izapa est également partie prenante dans le débat sur l'origine du calendrier de 260-jours. Le calendrier a été initialement considéré comme une invention maya, mais récemment, l'hypothèse a été émise qu’il trouvait son origine dans le calendrier d’Izapa. Cette hypothèse est étayée par le fait qu’Izapa correspond mieux aux conditions géographiques et historiques que le lieu d'origine précédent.

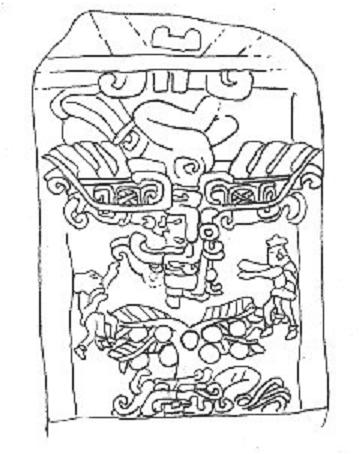
Stèle 2 d’Izapa

## Art monumental d'Izapa
La renommée d’Izapa provient de son style artistique. L'art découvert sur le site comprend des sculptures de stèles et d’autels qui ressemblent à des grenouilles. Les stèles et les autels en forme de grenouille vont généralement ensemble, alors que les crapauds symbolisent la pluie. Une des caractéristiques de l'art d'Izapa est qu’il représente des personnes en groupe et non des individus. Il existe des caractéristiques récurrentes de l'art d'Izapa, telles que les objets ailés, les dieux à longues lèvres ressemblant un peu au Chac des Mayas,  rappelant les motifs olmèques comme le ciel et les nuages tourbillonnant, la bouche féline utilisée comme cadre, la représentation d'animaux (crocodiles, jaguars, grenouilles, poissons, oiseaux), qui se chevauchent, et l’absence de dates.
Le nombre de sculptures dépasse celui de n'importe quel autre site contemporain. Garth Norman a compté 89 stèles, 61 autels, 3 trônes, et 68 «monuments divers». Contrairement à la règle pragmatique des sculptures de la culture épi-olmèque à 550 km de là à travers l'Isthme de Tehuantepec, celles d’Izapa sont caractérisées par des sujets mythologiques et religieux, et leur cérémonial décrit souvent la nature.
Aussi, contrairement aux stèles épi-olmèques et plus tard à celles des Mayas, les monuments d’Izapa contiennent rarement des glyphes. Bien que l’on pourrait en conclure que la culture d’Izapa ignorait tout  système d'écriture, Julia Guernesey, auteur d'un ouvrage sur la sculpture d’Izapa, suggère plutôt que les monuments ont été intentionnellement dépourvus d’inscriptions et que la position d’Izapa à la jonction de deux régions linguistiques mixe-zoque et maya peut avoir favorisé un penchant pour des stratégies de communication non verbales.  

### Principaux monuments

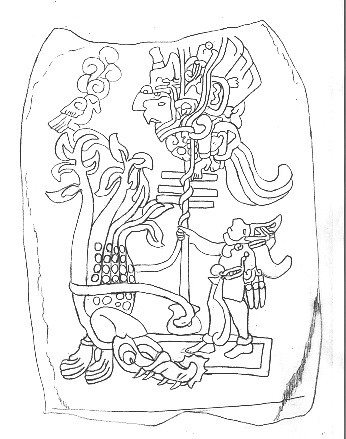
stèle 25 d’Izapa

La  stèle 1 d’Izapa  représente une divinité à longues lèvres, que Coe décrit comme la version primitive du dieu Maya de la foudre et de la pluie, Chac. Sur la stèle I, le dieu marche sur l'eau en ramassant des poissons dans un panier et en portant un récipient d'eau sur le dos.
La  stèle 2 d’Izapa, comme la stèle 25, a été reliée au combat des héros jumeaux Mayas contre  Vucub Caquix, un puissant oiseau démon maya des enfers, également connu sous le nom de Sept Ara.
La  stèle 3 d’Izapa  montre une divinité brandissant un objet qui ressemble à la hachette portée par le dieu maya Chaak à l'Époque classique. Toutefois, si l'on en juge par la jambe qui se transforme en serpent, il pourrait s’agir d’une forme primitive du Dieu maya K, qui portait un sceptre.
La  stèle 4 d’Izapa  représente la danse d'un oiseau, qui est un roi transformé en oiseau. La scène est très probablement en rapport avec le Principe divin de l'oiseau. Cette transformation pourrait symboliser le chamanisme et l'extase, ce qui signifie que le maître shaman consomme des hallucinogènes pour voyager vers un autre monde. Le type de système politique qui était en place à Izapa est encore inconnu, bien que la  stèle 4 puisse suggérer qu'un shaman disposait du pouvoir. Ce shaman aurait eu à la fois le rôle de chef politique et de chef religieux.
La stèle 5 d’Izapa présente peut-être la sculpture la plus complexe d’Izapa. Au centre de l'image figure un grand arbre, qui est entouré d’une douzaine de personnages humains et de dizaines d'autres images. La complexité de l'imagerie a conduit certains chercheurs, en particulier Mormon et les théoriciens d’"Out of Africa", à utiliser la Stèle 5 comme argument en faveur de leurs théories.
La  stèle 8 d’Izapa  montre un roi assis sur un trône. La scène représentée sur la stèle 8 est souvent comparée au Trône 1, qui est située juste devant le pilier central du Groupe B d’Izapa. La stèle 8 montre peut être un roi assis sur le Trône 1.
La  stèle 21 d’Izapa   est une représentation rare de violence impliquant des divinités. La stèle représente un guerrier brandissant la tête d'un Dieu décapité.
La  stèle 25 d’Izapa  contient peut-être une scène du  Popol Vuh. L'image représentée sur la stèle 25 est probablement celle des héros jumeaux Mayas visant le Principe Divin de l’oiseau  avec une sarbacane. Cette scène est également représentée sur le pot maya appelé "Pot à la sarbacane". On a suggéré également que la stèle 25 pourrait être considérée comme une carte du ciel nocturne, qui aurait été utilisée pour raconter l'histoire des héros jumeaux tirant sur le dieu oiseau.

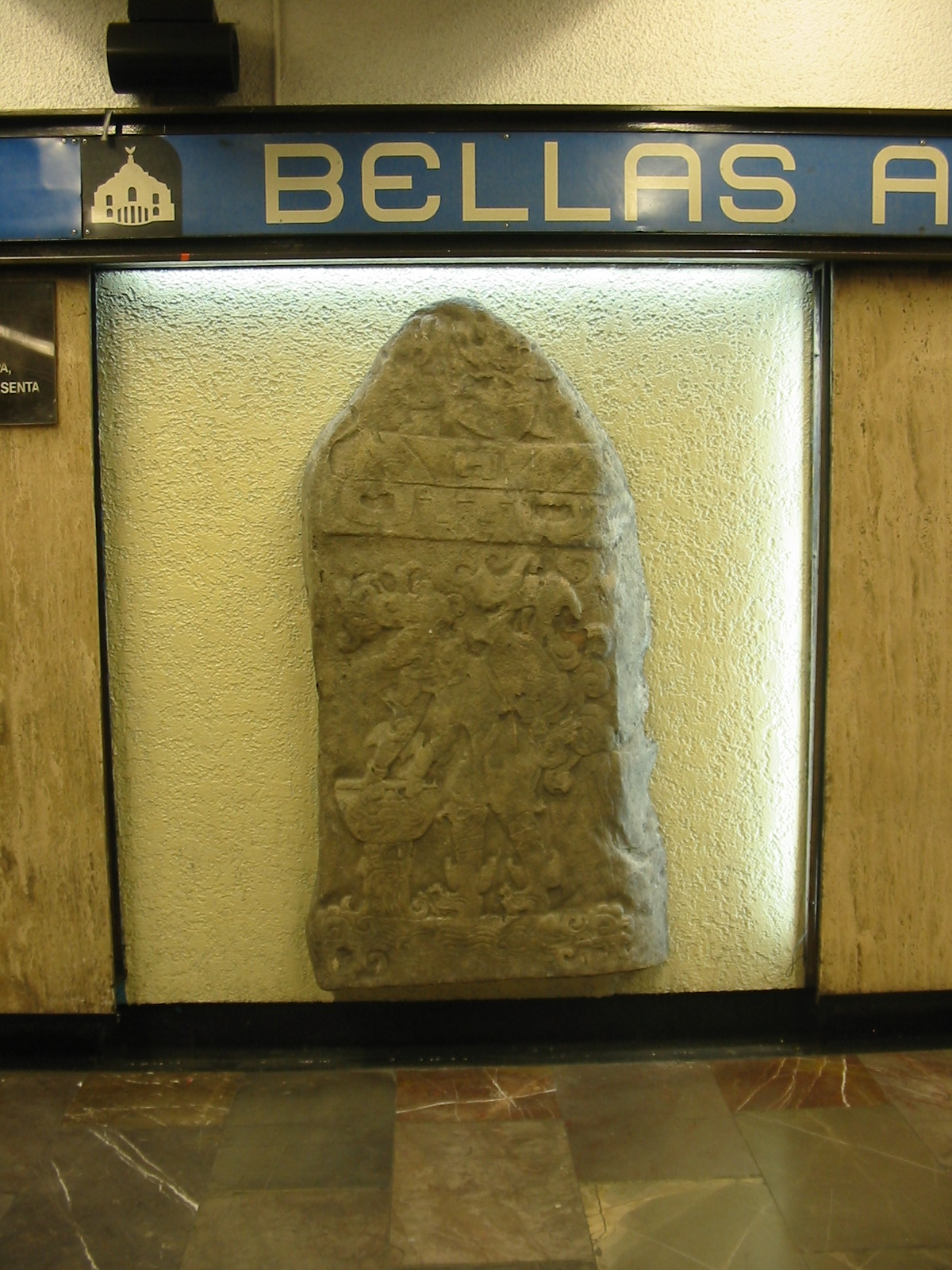
Réplique d'une pierre tombale d’Izapa, originaire du Chiapas exposée au métro Bellas Artes à Mexico. Les plaques d'accompagnement portent une inscription traduisible par "pierre tombale d'Izapa - culture maya -  Période préclassique - Description: Bas relief d’Izapa représentant une personne portant un chargement."
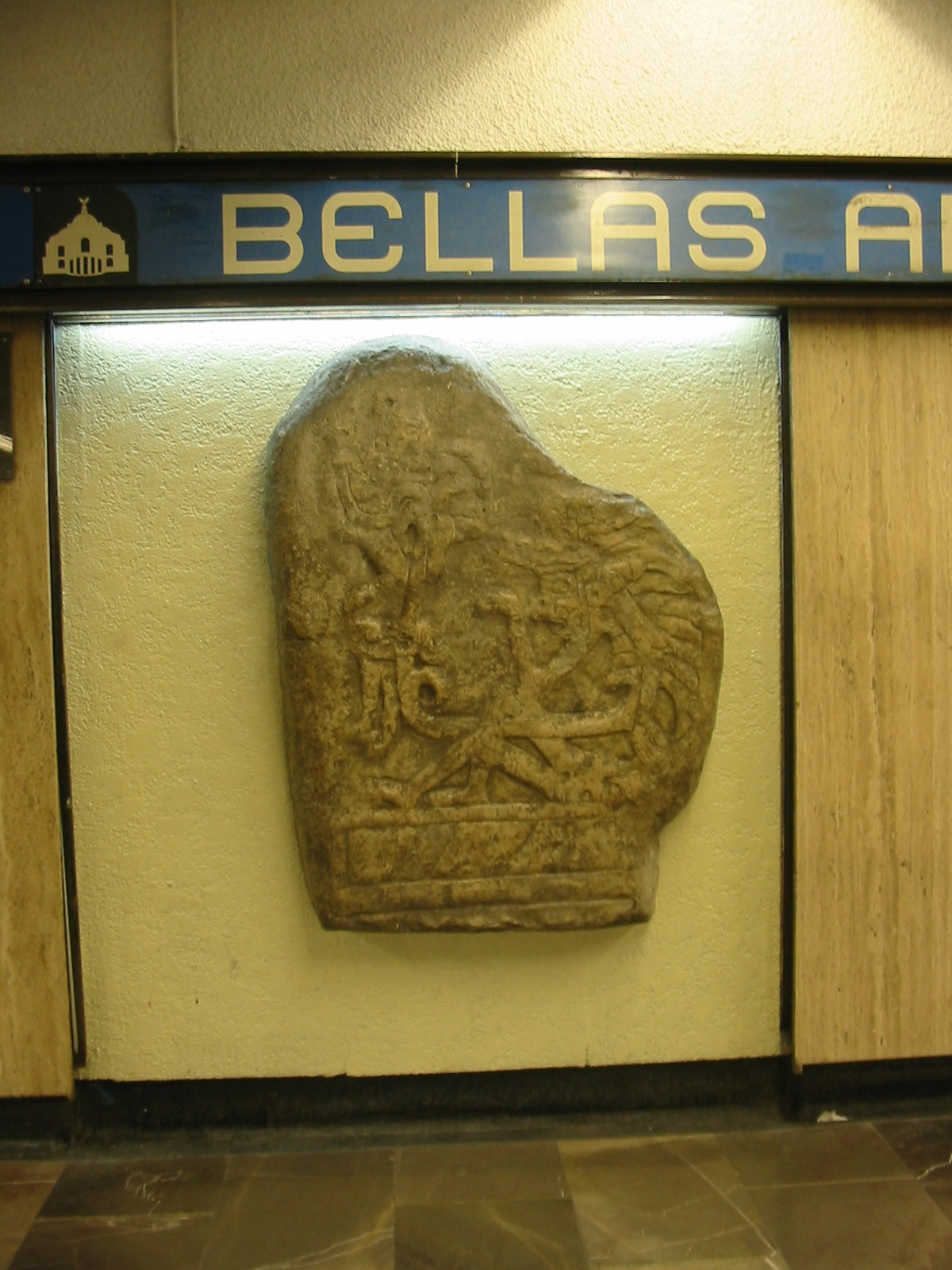
Réplique de pierre tombale exposée au métro Bellas Artes à Mexico. La plaque d'accompagnement est traduisible par "pierre tombale d'Izapa - Culture Maya -  Période préclassique - Description: Original provenant d’Izapa, au Chiapas. Représente un squelette assis avec un (illisible)."
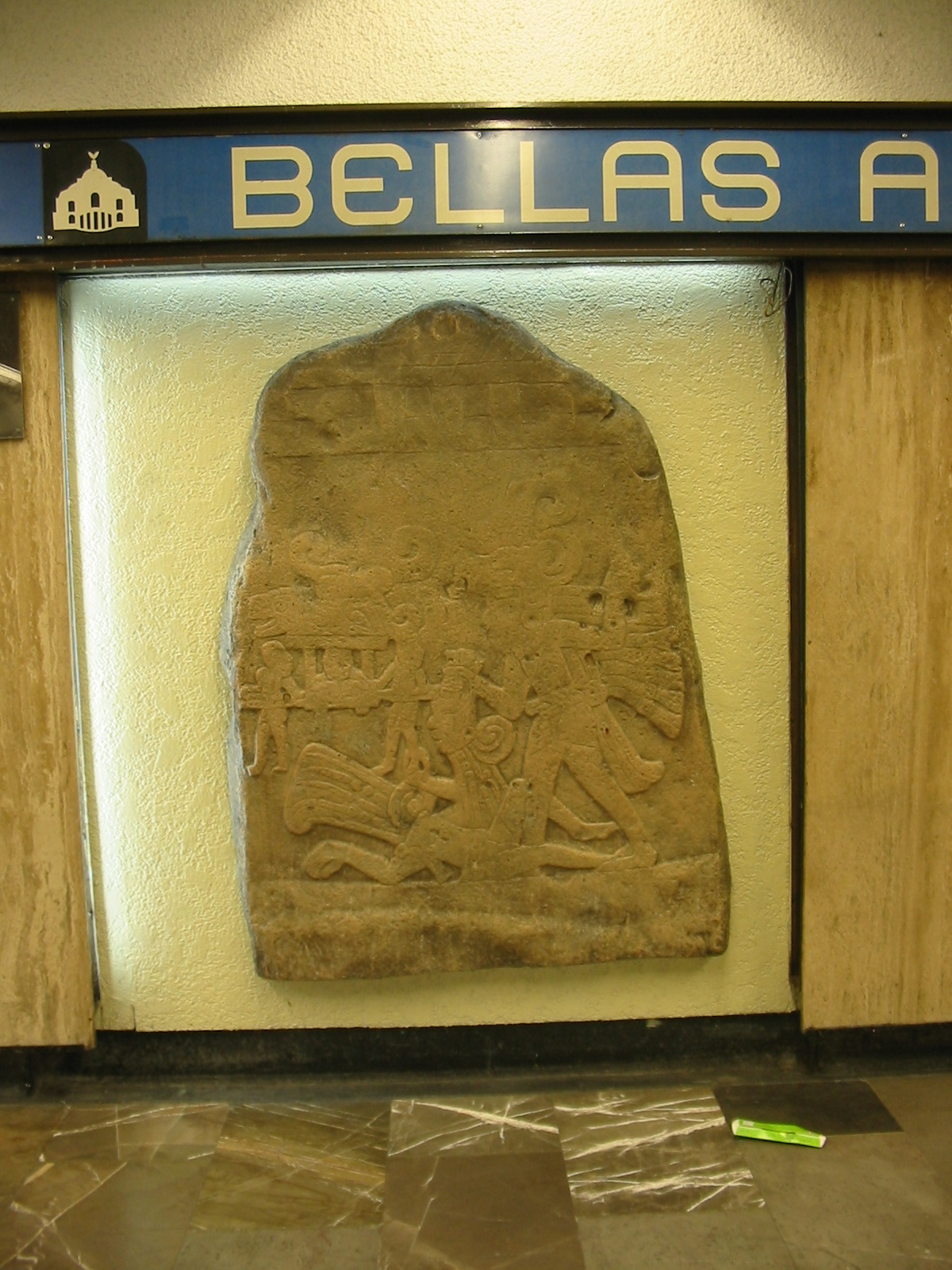
Réplique de pierre tombale exposée au métro Bellas Artes à Mexico. La plaque d'accompagnement est traduisible par "pierre tombale d'Izapa - Culture Maya -  Période préclassique - Description: Bas relief d’Izapa, au Chiapas représentant la décapitation d’un inconnu."

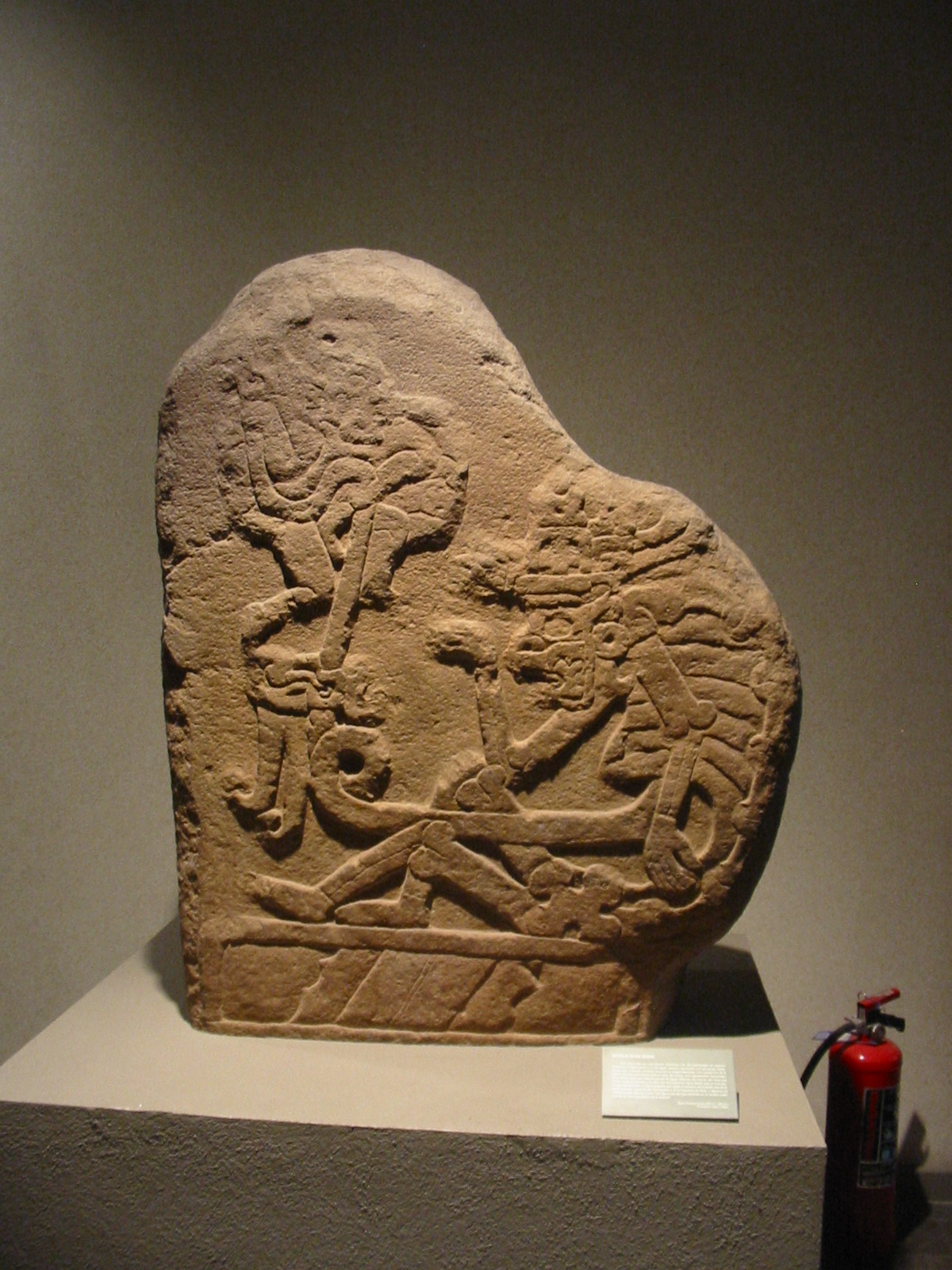
Stèle 50 provenant d’Izapa exposée au Musée national d'anthropologie de Mexico.
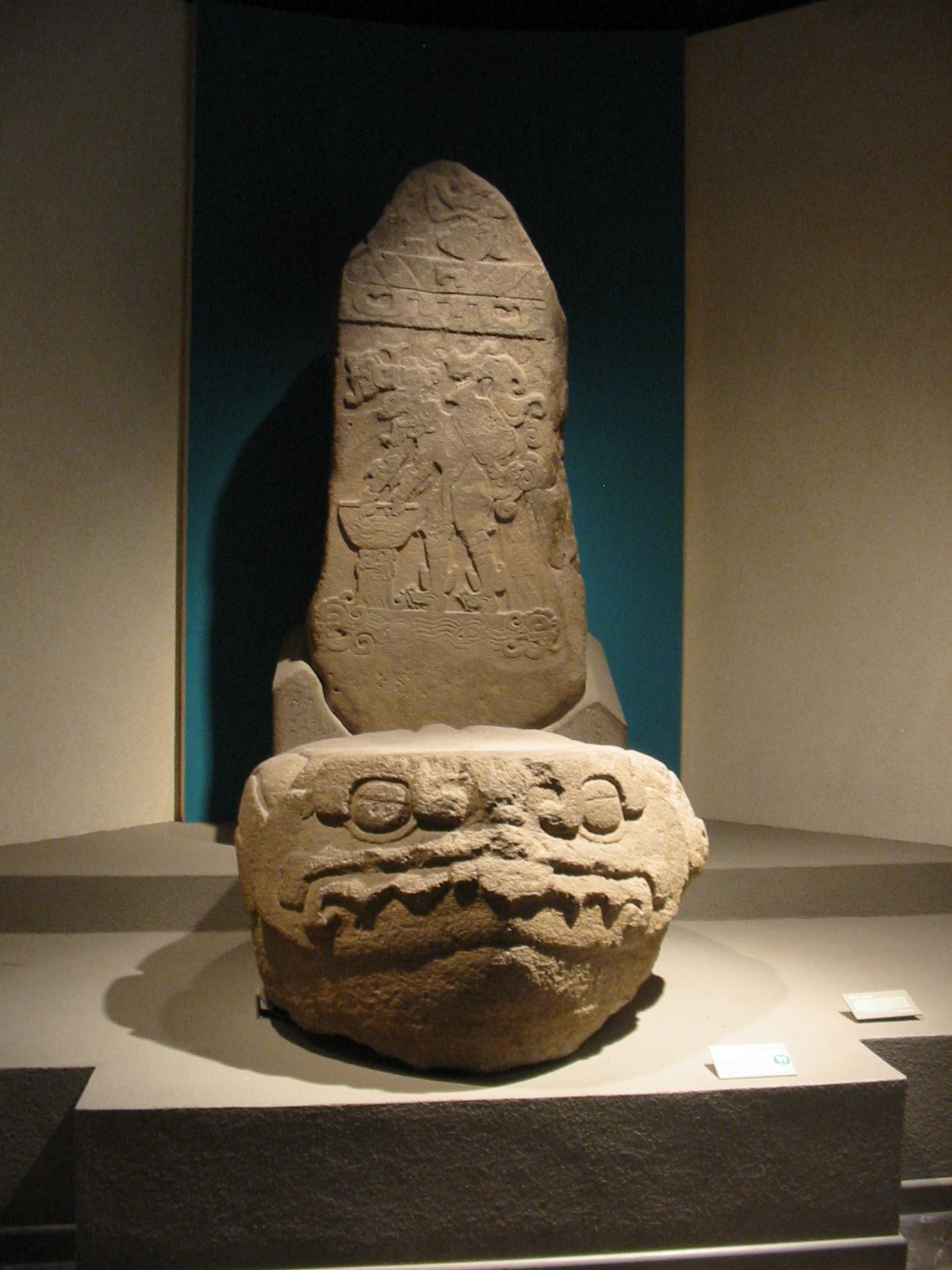
Stèle 1 d’Izapa exposée au Musée National d'Anthropologie de Mexico.
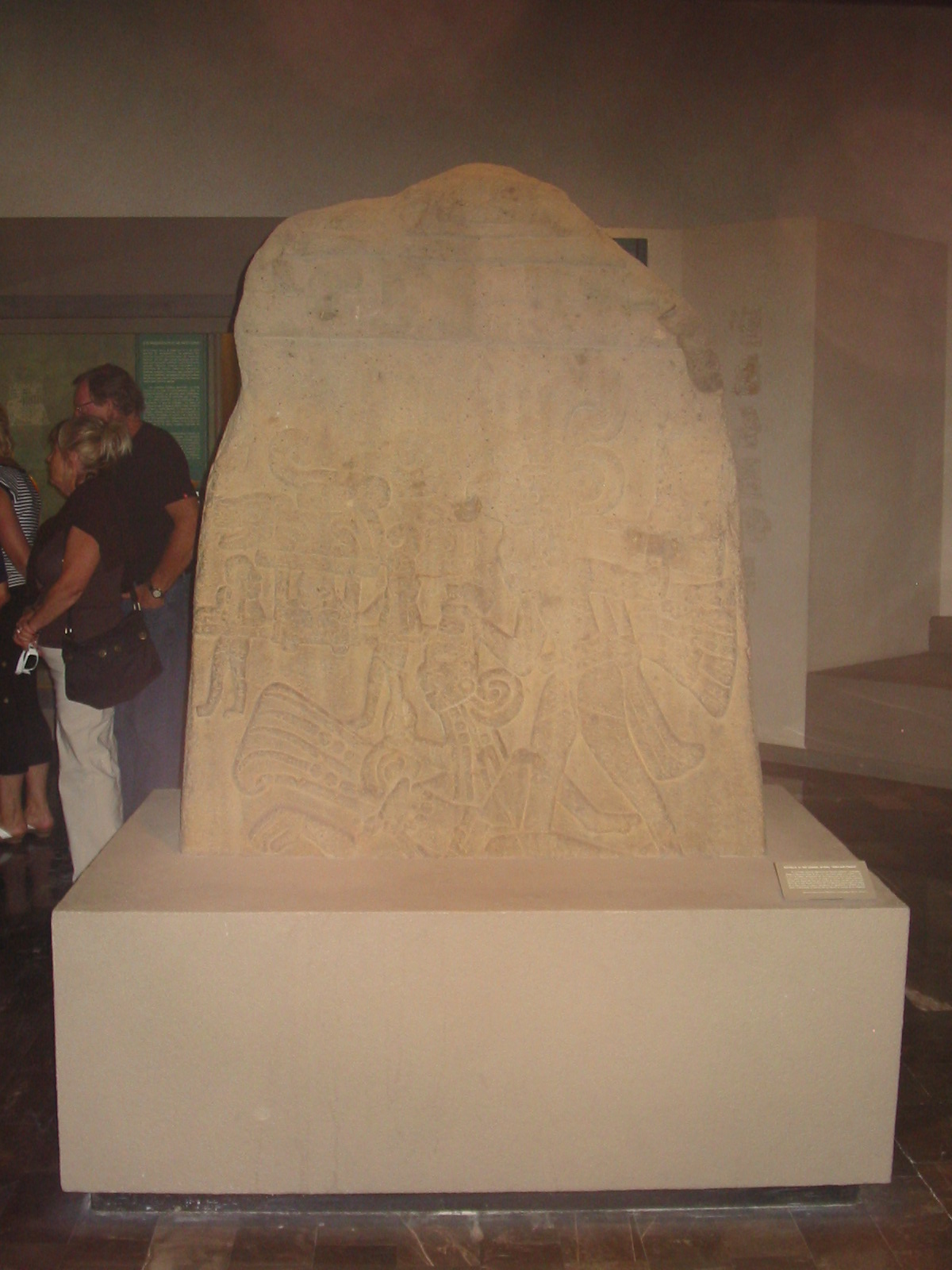
Stèle 21 d’Izapa exposée au Musée National d'Anthropologie de Mexico. Il est également nommé "le décapité"